# Filiberto Innocenti
Filiberto Innocenti (Pistoia, 1888. július 6. – Pistoia, 1969. augusztus 26.) olimpiai bronzérmes olasz tornász.
Az 1906. évi nyári olimpiai játékokon indult tornában és csapat összetettben bronzérmes lett. (Később ezt az olimpiát a Nemzetközi Olimpiai Bizottság nem hivatalosnak nyilvánította)
Klubcsapata a Francesco Ferruccio Pistoia volt.